# Médias en Écosse

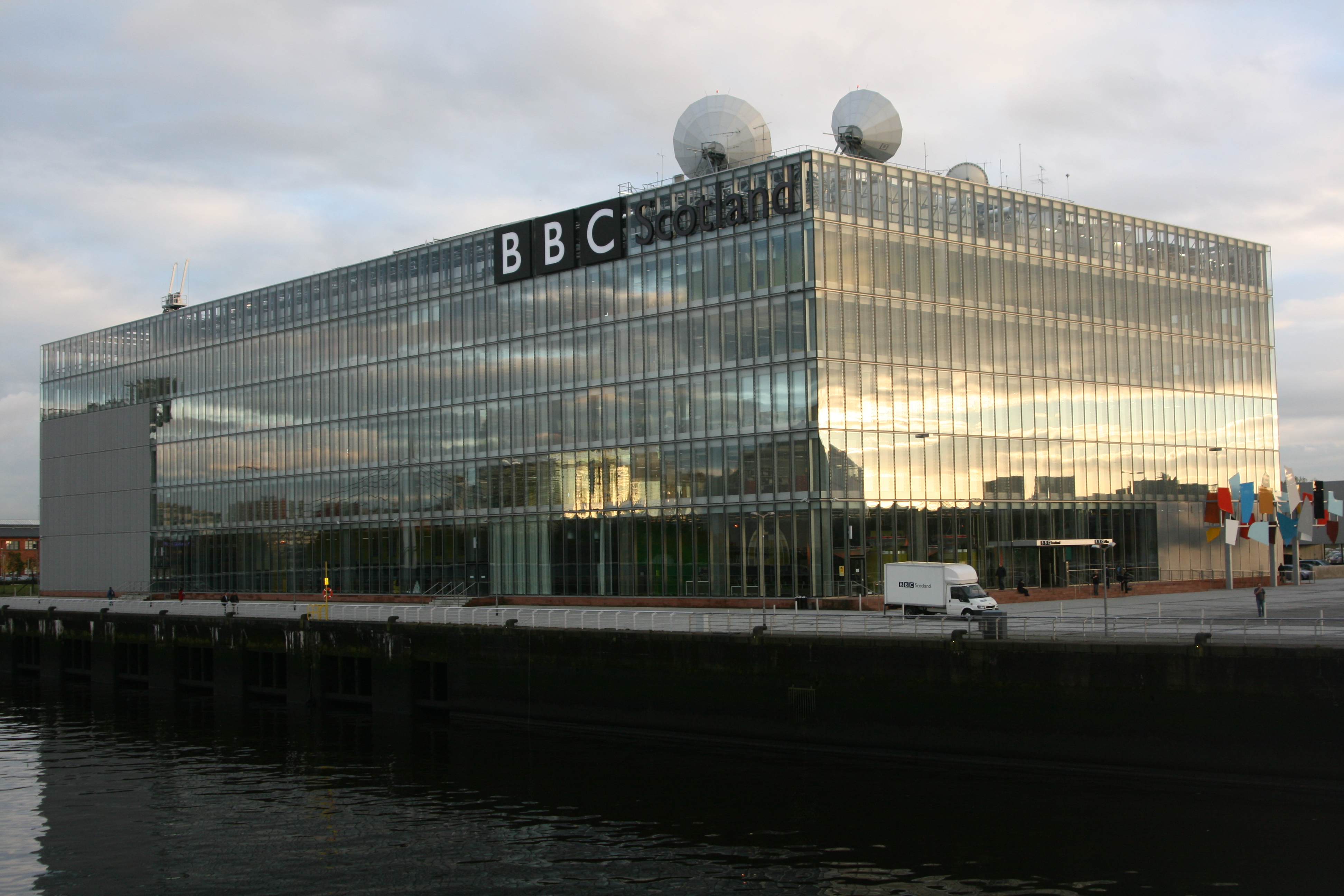
Locaux de la chaine de télévision BBC Scotland à Glasgow.

Les médias écossais possèdent leur histoire propre au sein des médias du Royaume-Uni et occupent une place d'importance dans la culture écossaise contemporaine. La plupart des médias écossais sont des branches de compagnies plus vastes, à l'échelle du Royaume-Uni.

## Télévision
BBC Scotland, en anglais, et BBC Alba, en gaélique écossais, sont les deux organismes de chaînes publiques présentes en Écosse. Si certains de leurs programmes sont exclusivement destinés à une diffusion écossaise, d'autres sont diffusés dans le reste du Royaume-Uni. Si BBC Scotland émet 24 heures sur 24, BBC Alba ne diffuse des programmes que 12 heures par jour.
Il existe deux chaînes privées, STV et Border Television, toutes deux des branches du groupe de télévision ITV,.

## Radio
Il existe en Écosse deux stations de radio publiques, BBC Radio Scotland, en anglais, et BBC Radio nan Gàidheal, en gaélique écossais. Un grand nombre de radios indépendantes, variant selon les régions, existe également.

## Presse écrite

### Quotidiens
Il existe plusieurs quotidiens nationaux. On compte en particulier The Herald (l'un des plus anciens quotidiens de langue anglaise) et The Scotsman. Ce dernier a récemment changé de format, adoptant celui d'un tabloïd, sans toutefois modifier son contenu. Le Daily Record est un tabloïd.

### Magazines
Il existe plus de 700 magazines différents en Écosse, publiés par environ 200 maisons d'édition, et générant un chiffre d'affaires annuel de 157 millions de livres sterling.